# Томас Луїс де Вікторія
Томáс Луїс де Вікторія (1548 , Авіла, Кастилія і Леон  — 27 серпня 1611 , Мадрид ) — іспанський композитор і органіст, найбільший іспанський музикант епохи Контрреформації. Один з провідних представників Римської школи, прозваний «іспанським Палестриною».

## Життєпис
Народився приблизно в 1548 році. З десяти до вісімнадцяти років співав у хорі кафедрального собору Авіли. У 1567 році був посланий в римську єзуїтську колегію Collegium Germanicum на богословські студії. Був капельмейстером і органістом в церкві Санта-Марія де Монсеррат. Є припущення, що він займався в Римській Семінарії у Палестрини, в 1571 році він зайняв услід за Палестриною і, як кажуть деякі джерела, за його рекомендацією місце керівника семінарської капели. У 1572 році опублікував у Венеції першу книгу своїх мотетів. Прийняв сан в 1575 році, ставши священиком церкви Санто Томас де лос Інглесес. У 1576 році опублікував другу збірку своїх музичних творів. У 1578 році увійшов до конгрегації ораторіанців.
Повернувся до Іспанії в 1586 році, був призначений особистим капеланом імператриці Марії, вдови імператора Максиміліана II, сестри короля Філіпа II, і органістом обителі босоногих в Мадриді, де Марія на самоті жила і яку протегувала. У 1592 році повернувся в Рим, був присутній на похованні Палестрини, в 1595 році остаточно повернувся в Іспанію. Кілька разів відмовлявся від пропонованих йому почесних посад у кафедральних соборах країни (Севілья, Сарагоса), що прийнято вважати свідченням його містичних устремлінь до відчуженості від світу. На смерть імператриці (1603) написав заупокійний оффіцій (реквієм). Після кончини покровительки Вікторія зберіг за собою посаду органіста і помер в 1611 році.